# John William Marshall
John William Marshall (Manhattan, 6 de julho de 1958) atuou como Secretário de Segurança Pública no gabinete do governadores da Virgínia Mark Warner e Tim Kaine de 2002 até 2010, sendo a pessoa que passou mais tempo atuando no gabinete de um governador da Virgínia.
Antes de se tornar o Secretário de Segurança Pública da Virgínia em janeiro de 2002, ele trabalhou na Polícia Estadual da Virgínia, uma agência sob a jurisdição dessa mesma secretária, de 1980 até 1994, onde ele atuou como agente especial da divisão de narcóticos, instrutor na academia de treinamento e sargento de operações em campo. De 1994 a 1999, ele atuou como delegado do Distrito leste da Virgínia. Em 1999, ele foi nomeado como diretor do Serviço de Delegados dos Estados Unidos, cargo que ocupou até 2001, pelo presidente Bill Clinton, sendo o primeiro afro-americano a ocupar essa posição. Seu passado educacional inclui um  educational background includes a B.A. em administração pela Universidade de Georgetown, e um pós-bacharelado em administração jurídica da Virginia Commonwealth University.
Após a sua renúncia ao cargo de Secretário de Segurança Pública em janeiro de 2010, ele serviu como um consultor e conselheiro senior para o Fundo Universitário Thurgood Marshall durante um ano e, consequentemente, se tornou um orador público em tópicos que incluem justiça criminal e direitos civis.
Ele é filho de Thurgood Marshall, o primeiro afro-americano a ser um juiz associado da Suprema Corte dos Estados Unidos, e Cecilia Suyat Marshall, de ascendência filipina. Ele também é irmão de Thurgood Marshall Jr., ex-secretário do gabinete da administração Clinton. Ele não possui grau de parentesco com o juiz associado John Marshall.